# NGC 32

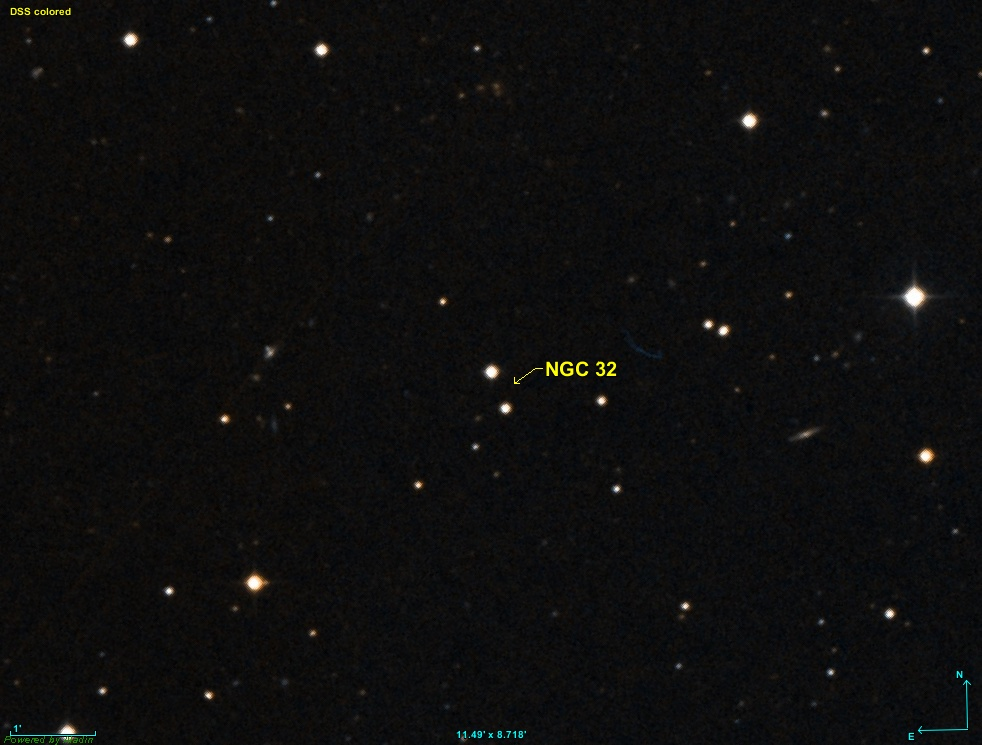
NGC 32

NGC 32は、ペガスス座の方角にあるアステリズムである。

## 発見
1861年10月10日にドイツの天文学者で天体物理学者のヨハン・フリードリヒ・ユリウス・シュミットによって記録された。